# Changeur de prises

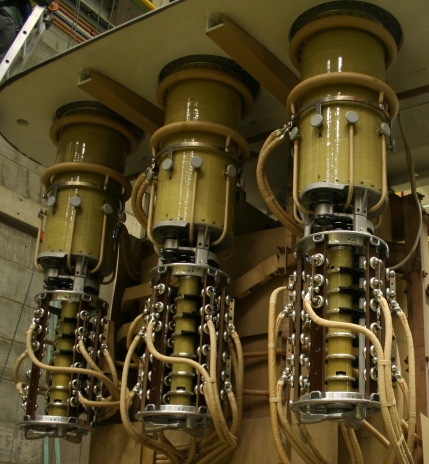
3 Changeurs de prises (1 par phase) pour un transformateur de forte puissance
Le sélecteur est la partie basse où sont connectés les câbles
Le commutateur se trouve dans le cylindre de la partie haute

Schéma de principe d'un changeur de prises, en haut le sélecteur, en bas le commutateur de type drapeau

Un changeur de prises d'après la désignation de la commission électrotechnique internationale, régleur en charge, d'après la désignation RTE, est un appareil permettant de rajouter ou de retrancher des spires à l'enroulement principal du transformateur. Le rapport de transformation du transformateur peut ainsi être adapté aux conditions de charge sur le réseau afin de maintenir la tension à un niveau optimal. Les changeurs de prises peuvent être hors circuit ou en charge, dans le premier cas le courant doit être interrompu avant de changer la prise alors que ce n'est pas nécessaire dans le second cas. Ces derniers sont constituées de 2 parties : le sélecteur et le commutateur. Un pré-sélecteur peut être ajouté pour augmenter le nombre de prises disponibles. Le sélecteur permet comme son nom l'indique de sélectionner la prise. Il ne peut être déplacé que lorsque le courant ne le traverse pas. Le commutateur permet de faire transiter le changeur de prises d'une prise à l'autre sans interrompre le service. Plusieurs principes de fonctionnement existent pour ce dernier : en drapeau ou en fanion symétrique. Un mécanisme d'entraînement permet d'actionner le commutateur. L'ordre de changer la prise est donné par un composant électronique nommé régulateur de tension. Le changeur de prises peut être placé à l'intérieur ou à l'extérieur du transformateur selon les cas. Par ailleurs, il nécessite des systèmes de protection pour éviter sa destruction en cas de défaut.
Sur le plan historique, les premiers changeurs de prises en charge modernes sont apparus en 1926, depuis le principe de fonctionnement a peu changé. Les années 2000 ont vu l'introduction des interrupteurs à vide dans les changeurs de prises, ce qui réduit considérablement leur maintenance. Des changeurs de prises électroniques sont à l'étude, mais les pertes par conduction dans les éléments semiconducteurs sont un obstacle majeur.

## Objectif
La charge d'un réseau électrique n'est pas constante, ces variations influent notamment sur la tension du réseau. Pour permettre au réseau de maintenir une tension stable plusieurs solutions existent, l'une d'entre elles est de modifier le rapport de transformation des transformateurs de puissance présents dans le réseau,. 
Une autre application du changeur de prises est dans l'industrie où il peut aider au démarrage des moteurs électriques.

## Histoire

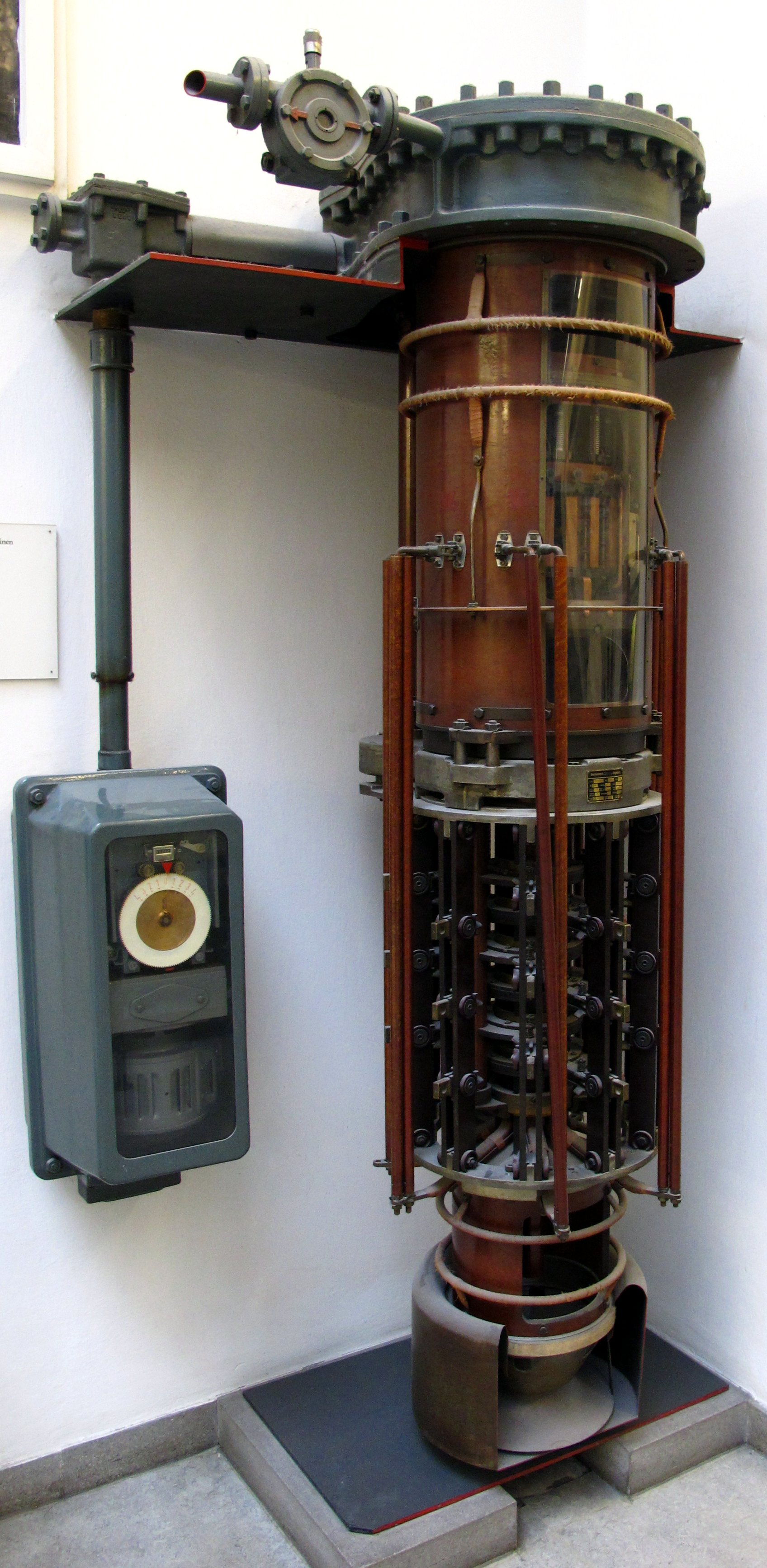
Changeur de prises selon le principe de Jansen avec son module de contrôle, construit en 1952 et exposé au Deutsches Museum

Les premiers changeurs de prises sont réactifs. L'apparition du premier changeur de prises en charge résistif date de 1926 lorsque le docteur Bernhard Jansen déposa le brevet 474 613 du changeurs de prise résistif, décrivant le principe de fonctionnement toujours en usage de nos jours. Soucieux d'industrialiser son invention, il confie sa fabrication à la Maschinenfabrik Reinhausen (fabrique de machine de Reinhausen) à Ratisbonne.
Si les premiers sont installés en 1929, il faut attendre les années 1950 pour qu'ils dominent le marché au Royaume-Uni et les années 1980 aux États-Unis. De nos jours les changeurs de prises résistifs sont majoritaires dans la quasi-totalité des pays.
Si bien sûr des améliorations techniques furent faites entretemps, la principale innovation arriva en 2000 quand MR lança le premier changeur de prise utilisant des interrupteurs à vide évitant le souillement de l'huile et permettant des délais entre les maintenances beaucoup plus importants.

## Enroulement de réglage
Physiquement, un changeur de prises permet de modifier l'inductance de l'enroulement primaire ou secondaire d'un transformateur de puissance. Pour ce faire un enroulement supplémentaire appelé enroulement de réglage est intégré au transformateur, il est connecté en série à l'un de ses enroulements. Il est subdivisé en petites sections d'un nombre de spires régulier qu'on peut brancher séparément, on dit que l'on branche telle ou telle « prise ».
Pour économiser de l'isolation, et ainsi réduire la taille et les coûts du transformateur, l'enroulement de réglage est intégré directement à l'un des deux autres enroulements quand cela est possible. Il est nettement séparé dans les transformateurs de grande puissance.
La majorité des transformateurs ont leur enroulements de réglage connecté au primaire. En effet la puissance provient en général du primaire et est transporté vers le secondaire (à l'exception notable des transformateurs accolés à des générateurs), la tension appliquée se trouve au primaire. En faisant varier l'inductance de l'enroulement primaire on peut maintenir la tension par spires dans l'enroulement constante, et ce faisant la densité de flux magnétique également constante. Sachant qu'un transformateur de puissance cherche à travailler avec une densité de flux maximale sans monter en saturation, l'utilisation de l'enroulement primaire permet d'exploiter le transformateur au plus proche de sa limite sans prendre le risque de la saturation.
Par ailleurs, le courant traversant l'enroulement primaire est plus faible que celui traversant le secondaire, cela permet de diminuer le diamètre de la bobine employée.

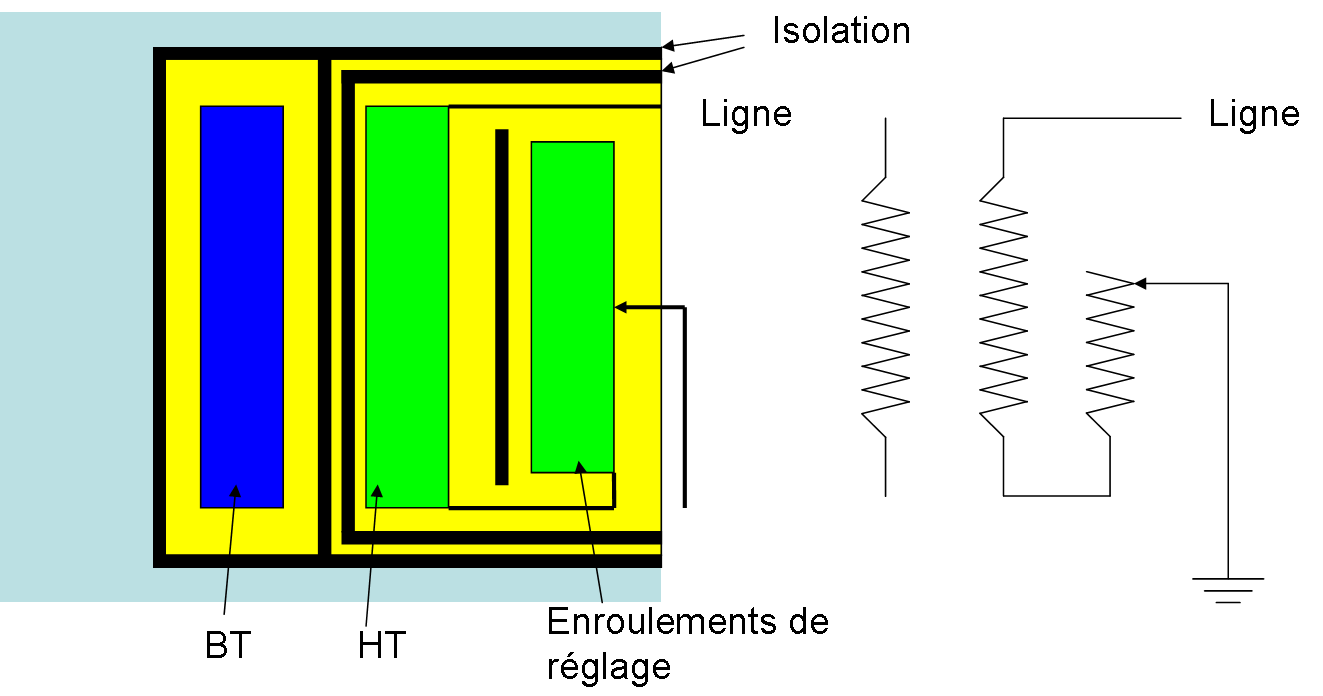
Schéma d'une isolation uniforme avec schéma équivalent
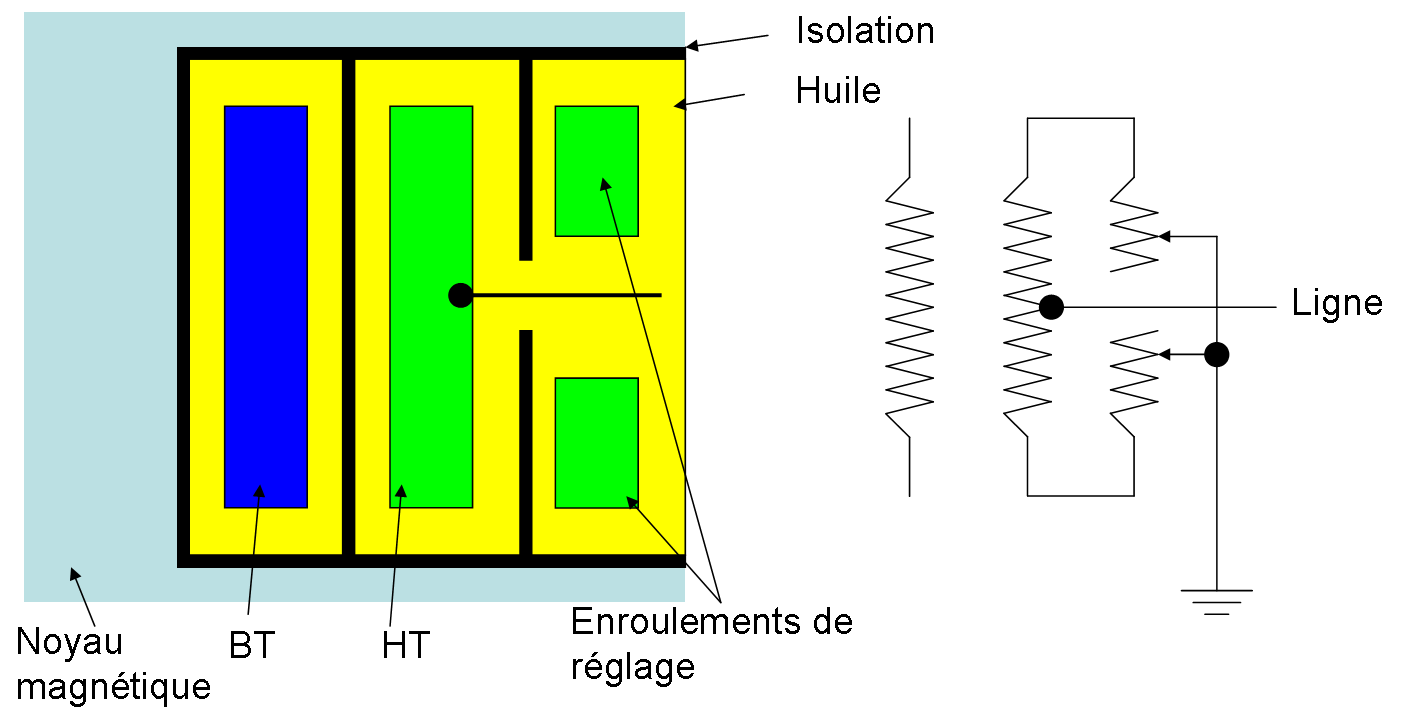
Schéma d'une isolation non uniforme avec schéma équivalent
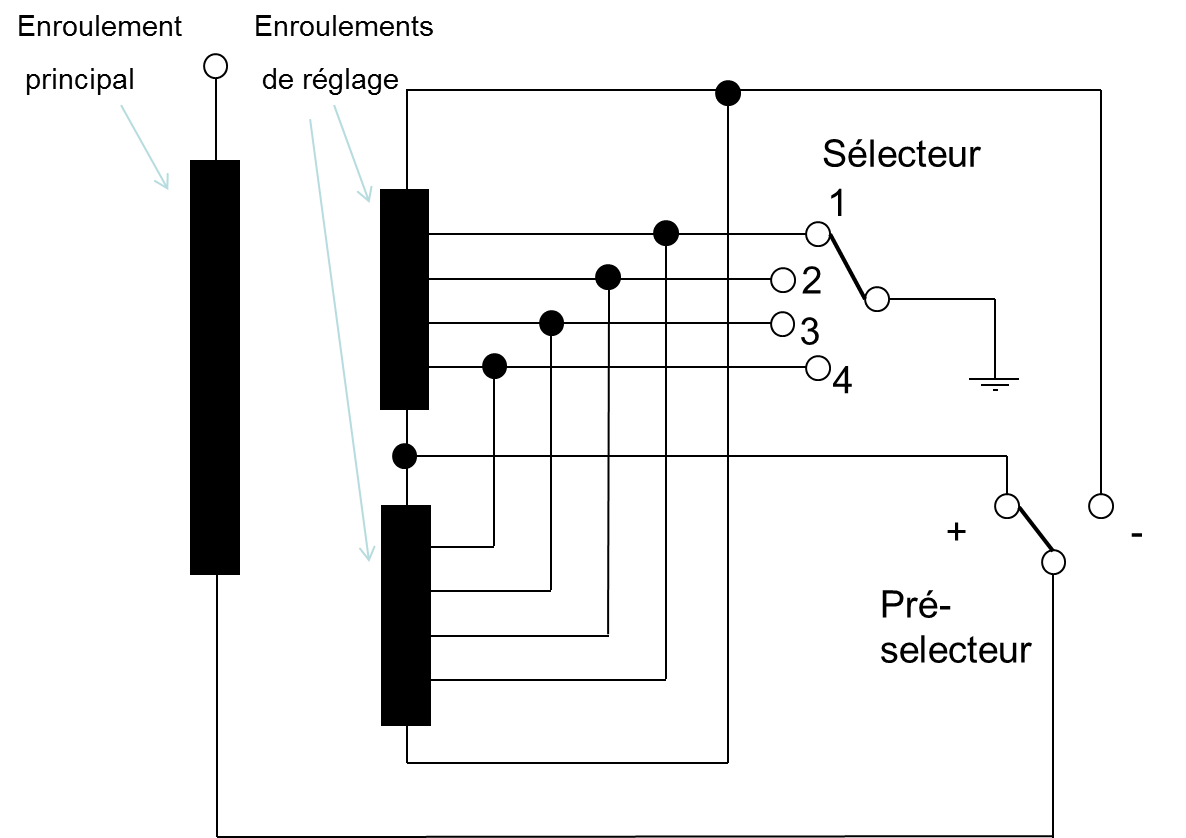
Enroulement de réglage avec isolation non uniforme

## Changeur de prises hors circuit
Le changeur de prises hors circuit permet de modifier l'impédance d'un enroulement du transformateur (généralement le primaire). Il n'y a pas d'enroulement dans le changeur de prise. Le changeur de prises est un élément purement mécanique, les inductances qui sont représentées font partie de l'enroulement de réglage se trouvant dans le transformateur autour du noyau magnétique tout comme les enroulements primaire et secondaire. Le changeur de prises sert à connecter ou non ces spires dans le circuit principal.
Un changeur de prises hors circuit, contrairement à un changeur de prises en charge, ne contient pas de commutateur, seulement un sélecteur. L'intérêt du premier par rapport au second est une plus grande fiabilité de par sa plus grande simplicité et son coût inférieur.
Dans un changeur de prises hors circuit le changement de prises se fait soit de manière manuelle soit grâce à un mécanisme d'entraînement. On peut imaginer un changeur de prises hors circuit extrêmement simple, dans lequel les prises de l'enroulement de réglage sont placées près de la surface de l'huile dans la cuve et où le changement de prises s'effectue en déplaçant le conducteur faisant la liaison simplement en le dévissant et en le revissant sur la nouvelle prise. Le risque de perte de vis dans l'huile, tout comme le fait de devoir ouvrir la cuve, sont cependant de gros désavantages pour ce montage.
Dans le cas où le changeur de prises hors circuit sert peu, il faut veiller au bon état des contacts. En effet, la résistance d'un contact qui n'a pas servi depuis longtemps peut être plus élevée que prévu, cela entraîne un échauffement qui, par décomposition de l'huile, conduit à la formation d'une couche de carbone sur le contact qui élève encore sa résistance. Le phénomène peut mener à la formation d'un arc électrique et au déclenchement du relais Buchholz du transformateur. Il convient donc pendant les maintenances d'utiliser toutes les prises du changeur de prises hors circuit pour éviter les mauvais contacts.
Ils sont surtout utilisés pour les transformateurs de distribution, ou pour des transformateurs auxiliaires. Ainsi le transformateur d'une centrale électrique qui est peu connecté au réseau peut avoir intérêt à être équipé d'un changeur de prises hors circuit, la prise est réglée avant chaque synchronisation.

## Changeur de prises en charge mécanique

### Principe
Un changeur de prise en charge reprend le principe d'un changeur de prises hors-circuit à la différence qu'il peut modifier la prise sans interrompre le transfert d'énergie, ce qui est capital dans un réseau électrique.
Par ailleurs, il doit le faire sans court-circuiter aucune partie de l'enroulement du transformateur.
Il est constitué principalement de deux parties généralement distinctes : le sélecteur qui est le « dispositif destiné à être parcouru par le courant, mais non à l'établir ou à le couper » d'une part et d'autre part le commutateur qui a donc la fonction d'établir ou de couper le courant.
Dans le cas d'un cycle en drapeau sélecteur et commutateur sont confondus,.

### Sélecteur
Le sélecteur sert donc à sélectionner la prise par laquelle va circuler le courant en régime permanent (contact 1 à 8 du schéma ci-contre). En plus de la partie linéaire, un pré-sélecteur peut être ajouté afin d'augmenter le nombre de prises ou leurs amplitudes. Il peut être de deux types : à réglage grossier ou inverseur.
Prenons l'exemple ci-contre, en mode linéaire, le changeur de prise dispose de 5 prises, on peut donc choisir entre 5 valeurs du rapport de transformation différentes. Le pré-sélecteur à réglage grossier permet d'ajouter ou non un nombre important de spires aux précédentes prises, on obtient donc 10 possibilités au total. Le pré-sélecteur inverseur permet quant à lui d'ajouter ou de soustraire des spires. Il est à noter qu'il faut que le sélecteur soit positionné sur le point « K » pour pouvoir commuter le pré-sélecteur. On obtient donc dans cette configuration la prise principale +/- 5 positions soit un total de 11 positions possibles.
Les contacts des sélecteurs sont déplacés en absence de courant les parcourant, ils ne subissent donc pas d'arc électrique.

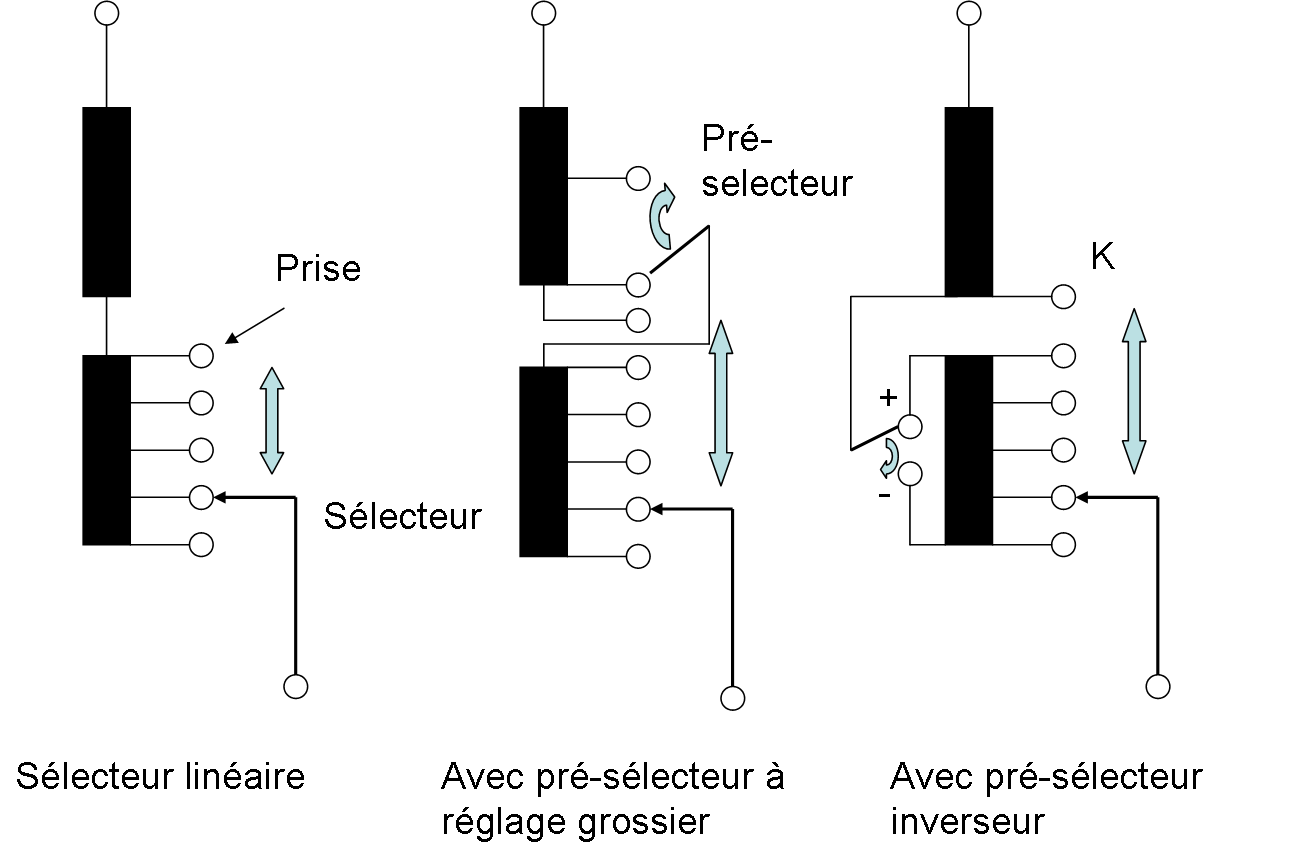
Les différents types de sélecteur

### Commutateur

#### Principe
Le changement de prise nécessite le passage par un état où 2 prises sont simultanément fermées (dans le schéma ci-contre la 2 et la 3), un courant de commutation s'établit alors entre la prise 2 et 3, il circule au travers du commutateur (A, B). Il est nécessaire de limiter au maximum ce courant pour éviter qu'il n'endommage la bobine, pour cela deux résistances sont présentes dans le circuit (A et B). Ces résistances sont souvent réalisées en nickel-chrome.
Pour ne pas introduire de résistances inutiles en régime permanent ces résistances ne sont connectées que lors de la commutation.
Par ailleurs un autre mécanisme de limitation du courant de commutation existe : une inductance peut être utilisée en lieu et place de la résistance  Cette solution est surtout utilisée en Amérique du Nord. Elle a pour avantage de permettre plus de positions différentes, la réactance de commutation pouvant être laissée dans le circuit en régime permanent ou non.
Si le système avec résistance permet de préserver les contacts, il a le défaut de ne pouvoir limiter le courant qu'un faible intervalle de temps. Pour cette raison avant l'arrivée de mécanismes d'entraînement avancés la limitation par inductance était plus répandu,.
Pour les commutateurs mécaniques dans l'huile il existe deux grandes familles de cycle de commutation : ceux en drapeau et ceux en fanion symétrique.
À cause des arcs électriques, les contacts du commutateur doivent être particulièrement résistants aux hautes températures. L'apparition des alliages tungstène-cuivre en lieu et place du cuivre pur utilisé auparavant a constitué un progrès significatif.

#### Cycle en drapeau

Illustration du mécanisme de commutation

Dans un cycle en drapeau, le courant traversant est commuté des contacts principaux de commutation avant que le courant de circulation ne s'établisse. 
Le mécanisme de commutation en drapeau présenté ci-contre est le suivant : 
- Le sélecteur de gauche sélectionne la prise 3.
- Le commutateur se met en action, le contact principal est ouvert. Le courant traversant circule alors à travers la résistance A.
- Le commutateur atteint le contact B, les deux prises sont alors connectées ensemble, un courant de circulation s'établit. Il est limité par les deux résistances.
- Le contact entre A et le commutateur est ouvert, le courant de circulation est interrompu (arc électrique), le courant traversant circule à travers la résistance B.
- Le contact principal en B est fermé. La résistance est court-circuité.
- Le sélecteur de droite n'est plus traversé par aucun courant, il peut donc se déplacer à sa guise vers une autre prise.

Les résistances de commutation ainsi que les arcs électriques provoquent un échauffement de l'huile. Le nombre de commutations en série s'en trouve limité.

#### Cycle en fanion symétrique
Dans un cycle en fanion symétrique, le courant de circulation s'établit avant que le courant traversant ne soit commuté des contacts principaux.
Concrètement, ce sont des changeurs de prises pour lesquels sélecteur et commutateur sont confondus. Typiquement il y a présence d'un contact principal et d'un contact de commutation muni d'une résistance : le contact de commutation est connecté à la prise vers laquelle on se dirige, le contact principal est séparé de la prise initiale, on connecte le contact principale à la prise finale puis enfin on sépare le contact de commutation. Ce mécanisme n'est utilisable que sur les transformateurs de faible puissances, typiquement jusqu'à des tensions de l'ordre de 123 kV et des courants de 600 A.

#### Commutateur à interrupteurs à vide
Dans un commutateur mécanique classique, des arcs électriques se propagent dans l'huile, la polluant et dégradant ses propriétés diélectriques. une maintenance régulière (environ tous les 7 ans ou de 50 000 à 100 000 manœuvres) que ce soit pour contrôler la qualité de l'huile ou l'usure des contacts.
Pour remédier à ces problèmes est apparu en 2000, le changeur de prises à interrupteur à vide : les arcs électriques ayant lieu dans le disjoncteur à vide, l'huile reste propre. Toutefois, la présence des résistances de commutation échauffe l'huile en cas de changement de prises. Il n'est donc pas possible de réaliser un grand nombre de changements de prise successivement. Les contacts de commutation se trouvent également pour ainsi dire dans le disjoncteur à vide. La vitesse s'en trouve également améliorée. Cette technologie a été adoptée par les principaux constructeur de changeurs de prises à savoir MR, ABB et Huaming,,.

### Résistance de décharge
Dans les changeurs de prises munis d'un pré-sélecteur, qu'il soit à réglage grossier ou inverseur, il y a un instant lors de la commutation du pré-sélecteur ou le changeur de prises est complément isolé électriquement de l'enroulement principal. Sa tension n'est alors plus déterminée par le réseau mais par la valeurs des capacités parasites qui existent entre ses enroulements, les enroulements principaux, le caisson du transformateur et le noyau magnétique. 
Cela peut conduire à l'apparition momentanée d'un haut potentiel, appelée « tension de rétablissement », aux bornes du changeur de prise qui lorsqu'il est reconnecté conduit à la formation d'un arc. Pour éviter ce phénomène une résistance est branchée le cas échéant entre le changeur de prises et la terre afin de le décharger. Pour éviter qu'elle ne cause des pertes importantes elle n'est connectée que si nécessaire. Une autre solution est de disposer des écrans autour de l'enroulement du changeur de prises afin de modifier les valeurs des capacités parasites,.

### Mécanisme d'entraînement
Le mécanisme d'entraînement doit à la fois être rapide, pour limiter la durée d'arc, et fiable. La rapidité a été grandement améliorée depuis les débuts de la technologie. De nos jours, un moteur électrique charge des ressorts qui permettent ainsi de conserver l'énergie.
Il met également en jeu une croix de malte, cela assure le déroulement dans le bon ordre des opérations et une bonne précision de l'ensemble,. Pour les transformateurs triphasés on utilise si possible un seul moteur couplé mécaniquement à l'aide d'un arbre aux 3 changeurs de prises. Cette solution est en effet plus fiable que l'usage de 3 moteurs différents.

### Pompe à huile
L'occurrence d'arc électriques au niveau du commutateur conduit à la décomposition de l'huile minérale dans laquelle baigne le changeur de prises. Cette décomposition produit des particules de carbone qui nuisent aux capacités isolantes de l'huile et pourrait conduire à des défauts électriques dans le changeur de prises si elles n'étaient pas retirées. Pour ce faire, on branche le caisson d'huile du changeur de prises, ou pour être précis du commutateur, (qui du fait de la dégradation rapide de son huile est en général séparé de celui du transformateur) à une pompe filtrante qui, continuellement en marche, permet de récupérer particules carbonées et humidité.

### Régulateur de tension

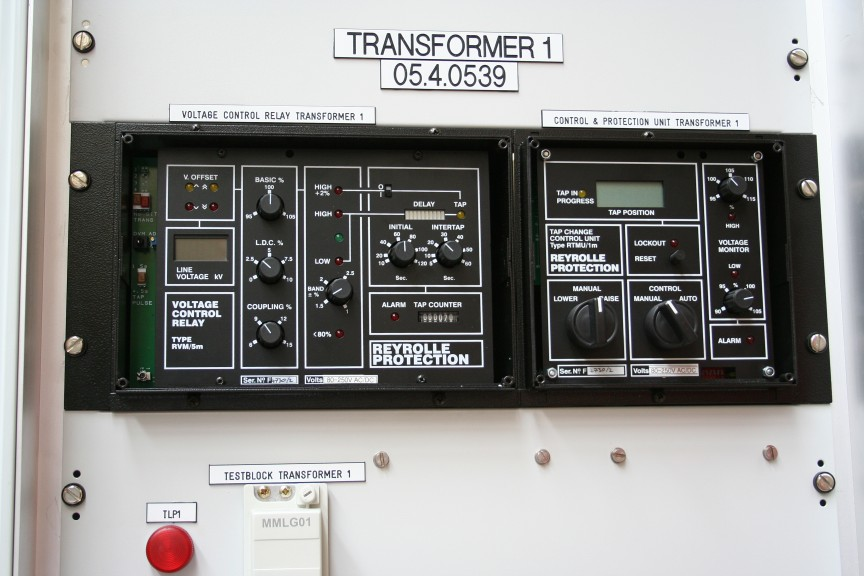
Régulateur de tension VA-Tech/Reyrolle

À l'origine, les changeurs de prise étaient pilotés manuellement depuis un panneau de contrôle, l'opérateur choisissant lui-même la prise en fonction des conditions du réseau. De nos jours, les changeurs de prises disposent aussi d'un système de contrôle décidant de manière autonome du passage ou non à une autre prise. Ces systèmes ont pour but premier de maintenir la tension à la valeur de consigne. Pour éviter des changements de prises intempestifs, il y a une plage de tolérance autour de cette valeur ainsi qu'un délai avant le changement. En effet lors du démarrage d'un gros moteur industriel par exemple la tension peut fluctuer brutalement puis revenir rapidement à son état initial. Une réaction trop rapide du changeur de prises mènerait à deux changements de prises inutiles. Pour prendre ses décisions le contrôleur s'appuie sur les signaux d'entrée suivants : valeur de la tension, prise actuelle, courant actif et courant réactif. La consigne de régulation est en général une valeur fixe pour la tension d'un des jeux de barre : par exemple pour un transformateur 220/63 kV, on demandera au régulateur de maintenir fixe la tension en 63 kV, et ce quelles que soient les fluctuations de la tension en 220 kV ou de la charge. On peut aussi avoir une valeur de consigne qui dépendra de la charge (estimée via le courant dans le transfo): ceci permet de compenser les chutes de tension en ligne en aval du transformateur . en anglais on parle de line drop compensation. En reprenant l'exemple précédent, si le courant dans le transformateur est nul, la consigne sera de 63 kV; i le courant dans le transformateur est proche de sa valeur nominale, la valeur de consigne sera plus élevée, de l'ordre de 66 kV par exemple,.
Par ailleurs pour les systèmes dotés de plusieurs transformateurs ou du moins de plusieurs changeurs de prises en parallèle, le contrôleur doit assurer une bonne synchronisation. En effet, si les prises ne sont pas identique pour tous les transformateurs, un courant de circulation apparaît entre eux. Un des transformateurs comme étant le « maître », et le régulateur choisit sa position en fonction de la consigne. Les autres sont définis comme « esclaves », et la régulation ajuste la position pour minimiser le courant de circulation.
De plus un mécanisme de blocage du changeur de prises est toujours présent pour les cas d'écroulement de la tension dans le réseau électrique. En effet, la charge (puissance consommée par le réseau) n'est pas indépendante de la tension, en moyenne la puissance demandée augmente avec la tension. Dans un état critique où le réseau ne fournit pas assez de puissance réactive la tension baisse. Si un changement de prise a lieu pour réhausser la tension à ce moment-là, la puissance réclamée augmente, augmentant de fait le déficit entre la puissance fournie et la puissance consommée, ce qui paradoxalement a pour effet de faire chuter la tension déclenchant un nouveau changement de prise et ainsi de suite jusqu'à la coupure d'électricité. De même le changeur de prises est bloqué si le courant est trop élevé,.
On trouve parmi les fabricants de ces régulateurs aussi bien les fabricants de relais de protection pour réseaux électriques (ABB, Siemens avec le MicroTAPP, Alstom...), les fabricants de changeurs de prise (MR avec le Tapcon, etc.) ainsi que des constructeurs spécialistes (a.eberle avec les REG-D et Reg-DA, etc.).

### Grandeurs caractéristiques
- Courant traversant : courant traversant le circuit vers l'extérieur[36].
- Nombre de prises.
- Tension d'échelon : tension entre les prises.
- Puissance de commutation : produit du courant traversant et de la tension d'échelon[9].
- Nombre d'opérations entre les maintenances.

### Position et huile

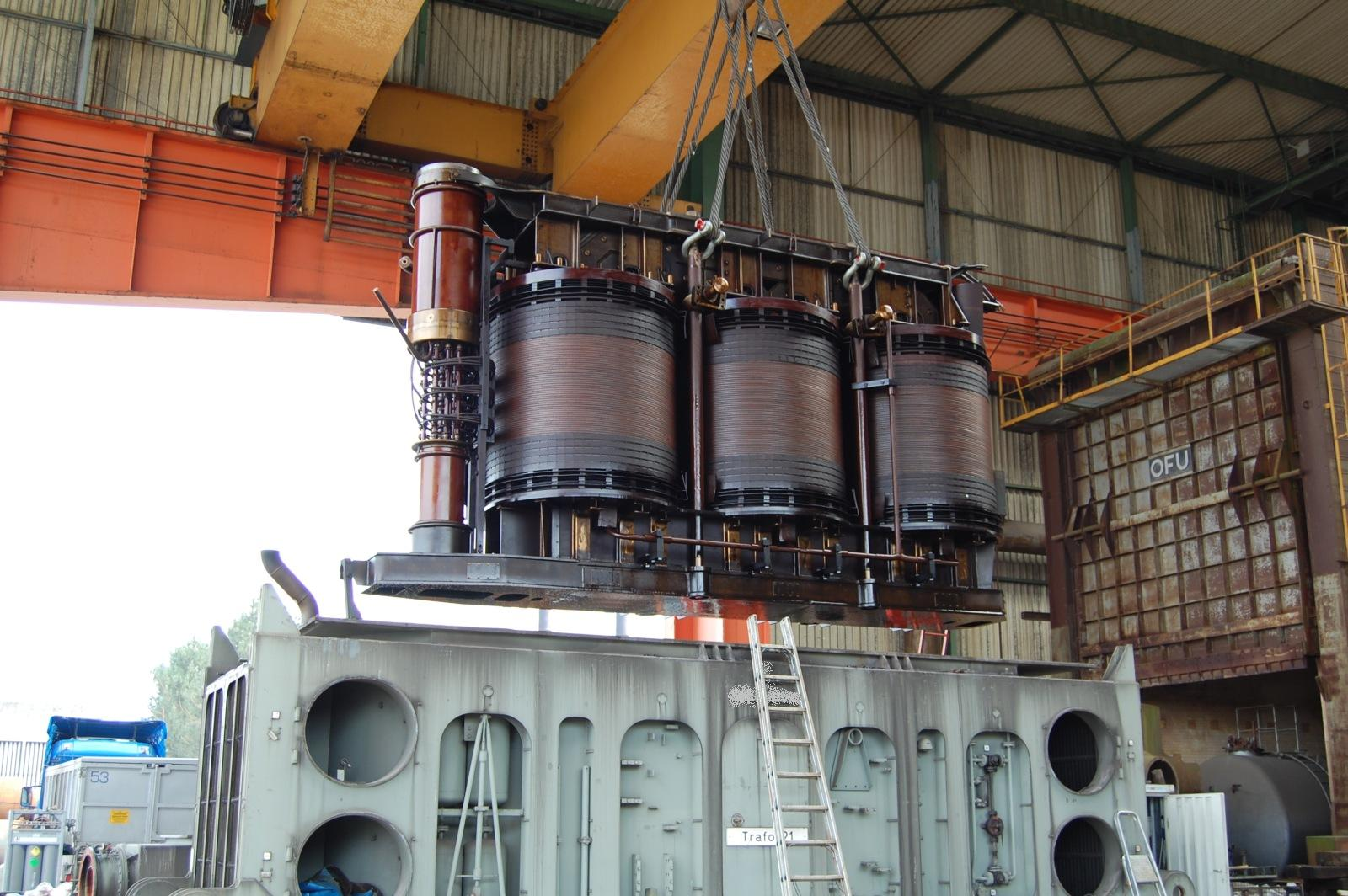
Changeur de prise à côté des enroulements d'un transformateur triphasé

Le changeur de prises peut être situé soit à l'extérieur du caisson d'huile du transformateur soit à l'intérieur. La première solution a le mérite de simplifier la maintenance, mais pour des problèmes d'isolation électrique elle n'est pas adaptée aux tensions supérieures à 145 kV. 
La seconde solution a également l'avantage de demander en général moins d'huile. En pratique la majorité des changeurs de prises résistifs sont placés dans le caisson tandis que ceux réactif sont placés à l'extérieur.
Il est à noter également que dans le cas de la solution interne des charges capacitives créent des arcs électriques de faible puissance dans le sélecteur. L'état de l'art consiste à séparer le caisson d'huile du commutateur de l'huile du reste du transformateur pour éviter que les contaminations de l'huile du commutateur ne se répandent dans les bobinages principaux du transformateur. Cela est réalisé en enfermant le commutateur dans un caisson cylindrique,.

### Protection
Des dispositifs de protection permettent de mettre hors-tension le transformateur en cas de défaut du changeur de prise. Ils fonctionnent selon différents principes, seul ou en parallèle ,:
- Contrôle du débit : il détecte un flux anormal d'huile depuis le changeur de prises vers le conservateur (réservoir d'huile)[41].
- Contrôle de pression : il détecte une surpression anormale[42].
- Valve de sécurité : permet d'évacuer une surpression dangereuse. Un disque de rupture peut également être mis en œuvre, celui-ci se rompt si la pression excède une certaine valeur[43].

## Changeur de prises électronique
Les changeurs de prises mécaniques ont le défaut principal d'être lents : 3 à 10 secondes pour une permutation, de 50 à 100 ms pour le seul mouvement du commutateur, classique ou à interrupteurs à vide. Ils sont également des pièces mécaniques complexes et donc coûteuses. Par ailleurs, l'échauffement produit par la résistance de commutation limitent le nombre de changements consécutifs réalisables par un changeur de prise. Pour stabiliser la tension sans recourir aux changeurs de prises, il peut être utile pour les gestionnaires de réseau d'installer des FACTS. Ces dispositifs sont constitués d'électroniques de puissance et ont la particularité d'être très rapide. En conséquence, l'idée de construire un changeur de prises avec de l'électronique de puissance permettant de combiner les avantages des deux systèmes a germé. Enfin, avant l'apparition des changeurs de prises à interrupteurs à vide, l'usage d'électronique de puissance semblait la seule solution pour éviter les arcs dans l'huile et les maintenances les accompagnant.

### Complètement à base d'électronique de puissance

Schéma électrique de principe d'un changeur de prises à base de thyristors

Un changeur de prises à base d'électronique de puissance est représenté ci-contre. Des thyristors placés en tête-bêche jouant ainsi le rôle d'interrupteurs. Ce montage simple ne fonctionne cependant pas toujours. En effet, si au départ la prise n est connectée et qu'on veuille changer vers n+. On attend le passage du courant à zéro pour rendre passant le thyristor B1, toutefois la tension au borne du thyristor A2 étant positive si le temps qui lui est imparti est trop faible, celui-ci reste conducteur. On a alors un court-circuit. Pour éviter ce problème il faut placer une capacité en parallèle des deux thyristors.
Un second problème est que les thyristors passants n'ont pas une tension nulle à leurs bornes mais aux alentours de 2 volts. Le courant étant important les pertes peuvent être importantes. Enfin, le dernier et principal problème est que tous les thyristors ne sont pas exposés à la même tension : ceux proches de l'enroulement haute tension ont à leurs bornes la tension de l'ensemble de l'enroulement de réglage. Les thyristors ne pouvant individuellement avoir beaucoup de tension à leurs bornes, il faut les placer en série, faisant augmenter les pertes lors de leur conduction. La solution faite intégralement d'électronique de puissance n'est donc pas viable.

Détail d'un changeur de prises à base de thyristors, illustrant la commutation d'une prise n à n+1 ou inversement.
En cas de commutation, le thyristor A2 peut ne pas s'ouvrir, on a alors un court-circuit

### Hybride: sélecteur mécanique, commutateur électronique
La parade consiste à ne remplacer que le commutateur  du changeur de prises par de l'électronique de puissance, comme des thyristors. Deux familles existent: celle utilisant une résistance de commutation comme les changeurs de prises mécaniques et celle n'y ayant pas recours.
Afin de faire diminuer les pertes de conduction des sectionneurs mécaniques permettent de conduire le courant en régime permanent et évitent de devoir dimensionner les thyristors pour les courants de court-circuit. D'autres montés en série avec les thyristors les protègent des surtensions.

#### Avec résistance de commutation

Détail d'un changeur de prises avec résistance de commutation.

Les changeurs de prise électronique avec résistance de commutation sont très semblable aux changeurs de prise mécaniques. L'usage de thyristors pour commuter le courant évitent les arcs dans l'huile. La résistance de commutation a le défaut d'échauffer l'huile et empêchent donc une commutation trop fréquente du changeur de prises. Ils se rapprochent donc fortement des changeurs de prises à interrupteurs à vide. Ils ne sont pas véritablement plus rapides, par contre ils accumulent les désavantages : ils ne peuvent avoir autant de tension entre prises successives, la puissance de commutation est également plus basse, leur complexité est plus grande, leur coût plus élevé, leur fiabilité plus faible et enfin la présence d'électronique de puissance rend l'immersion dans l'huile plus problématique. Le séchage de l'isolation en devient également plus difficile.

#### Sans résistance de commutation

Détail d'un changeur de prises sans résistance de commutation à base de thyristors.

Schéma électrique d'un changeur de prise à base de GTO

Les changeurs de prises électronique sans résistance de commutation à thyristors utilisent une capacité placée en parallèle des thyristors pour faire tampon pendant la commutation. Pour bien coordonner la commutation, il faut de l'électronique de verrouillage ainsi qu'une mesure de la tension aux bornes des thyristors pour s'assurer de leur blocage. Tous ces appareils ne peuvent se trouver dans l'huile. Il doit donc être placé dans un compartiment étanche relié au sectionneur au moyen d'une traversée. Ce type de changeur de prises est donc plus long que ceux mécaniques. Ils permettent cependant d'effectuer autant de changements de prises consécutivement que souhaité. Il peut donc avoir une utilité sur un marché de niche.
Les GTO et les IGBT qui à la différence des thyristors ont la faculté d'être à la fois commandés en fermeture et en ouverture peuvent également être utilisés dans le cadre de changeurs de prise. Le schéma de principe d'un modèle est présenté ci-contre. En régime permanent, le GTO C est fermé, la varistance est donc court-circuitée. L'interrupteur à vide côté A est également fermé. Lors d'un changement de prise, le GTO C est ouvert, la varistance a alors une tension à ses bornes qui permet de commuter le courant dans le GTO A. L'interrupteur à vide côté A peut alors être ouvert. Lors du passage à zéro du courant, le GTO A est ouvert, le B est fermé, suivi de l'interrupteur à vide côté B.

#### Conclusion
En utilisant des parties mécaniques les changeurs de prises hybrides perdent le principal avantage de l'électronique de puissance qu'est sa rapidité. Certes aucun arc électrique n'apparaît lors de la commutation, mais les changeurs de prises à interrupteurs à vide résolvent également ce problème. Ils semblent donc avoir peu d'avenir.

## Fiabilité
Les changeurs de prises doivent être très fiables. En effet, leur défaillance entraîne généralement la défaillance du transformateur sur lequel ils sont montés. Même s'il n'existe pas, en 2013, de base de données à l'échelle mondiale concernant la fiabilité des transformateurs, celle des gestionnaires de réseaux des différents pays, de certains fabricants et celle du CIGRÉ pour ceux affectés au installation HVDC rapportent que les changeurs de prises sont impliqués dans 13 à 40 % des cas lors d'une défaillance d'un transformateur,,.
Afin d'éviter des échauffements trop important de l'huile, les gestionnaires de réseaux ont tendance à limiter le nombre de changements de prises par jour. L'arbre de transmission mécanique entre l'entraînement et le commutateur est une pièce particulièrement importante dans ce domaine.

## Fabricants
En 2004, la quasi-totalité des changeurs de prises en charge étaient mécaniques. Les fabricants sont les suivants :
- Maschinenfabrik Reinhausen, abréviée en MR, constructeur allemand basé à Ratisbonne. Il fabrique des OLTC depuis 1926[4], leader mondial, déclare avoir vendu au total 150 000 OLTC[54].
- ABB, constructeur suédo-suisse, depuis 1910, déclare avoir vendu au total 30 000 OLTC[25].
- Huaming, constructeur chinois fondé en 1995[26], leader sur le marché chinois, il déclare avoir vendu au total 60 000 OLTC[55].
- Dans le passé : AEG, Siemens, Trafo-Union, ELIN-OLTC
- Un certain nombre de fabricants produisent des changeurs de prise en charge sous licence MR.

## Traduction
À cause de l'origine des fabricants de changeur de prises et de la réalité du monde de l'électrotechnique, la connaissance du vocabulaire de base en anglais et en allemand est nécessaire pour pouvoir approfondir ses connaissances.

### Termes anglais
1. ↑  Tap changer
2. ↑  tapping winding

## Normes applicables
- CEI 60214-1 : Changeurs de prises : Prescriptions de performances et méthodes d'essai, version 2003
- CEI 60214-2 : Guide d'application, version 2004

Par ailleurs la norme CEI 60076-1 décrit les essais à réaliser sur le changeur de prise une fois intégré dans le transformateur